# Noritoshi Hirata
Noritoshi Hirata (Onomichi, Japón, 1 de marzo de 1958) es un gimnasta artístico japonés, medallista de bronce olímpico en 1984 en el concurso por equipos.

## 1984
En los JJ. OO. de Los Ángeles consigue la medalla de bronce en el concurso por equipos, tras Estados Unidos y China, siendo sus compañeros: Kyoji Yamawaki, Koji Gushiken, Nobuyuki Kajitani, Shinji Morisue y Koji Sotomura.